# Karol Rudolf Vetter
Karol Rudolf Vetter (ur. 17 kwietnia 1810 w Poznaniu, zm. 8 grudnia 1883 w Lublinie) – polski przemysłowiec i piwowar, założyciel browaru i destylarni Vetterów w Lublinie
Syn Ernesta i Katarzyny Vetterów. Pochodził z niezamożnej rodziny ewangelików reformowanych wywodzącej się z Leszna. Był dalekim krewym pastorów Karola Bogumiła i Augusta Karola Diehlów.
W 1829 roku zamieszkał w Warszawie, gdzie praktykował w jednym z browarów. Po zakończeniu powstania listopadowego przeprowadził się na Lubelszczyznę. W 1835 roku założył w Zawieprzycach wytwórnię porteru i likierów. W 1844 roku za okazyjną cenę kupił zabudowania dawnego kościoła św. Kazimierza i klasztoru reformatów w Lublinie i założył w jego miejscu najpierw destylarnię wódek, a potem browar.
Odniósł szybko sukces dzięki produkcji zdobywającego coraz większe uznanie piwa dolnej fermentacji. W ciągu kilku lat rozbudował i zmodernizował swoje zakłady cały czas je unowocześniając. Na początku lat 80. XIX wieku jego przedsiębiorstwo należało do największych wytwórni alkoholi na Lubelszczyźnie.

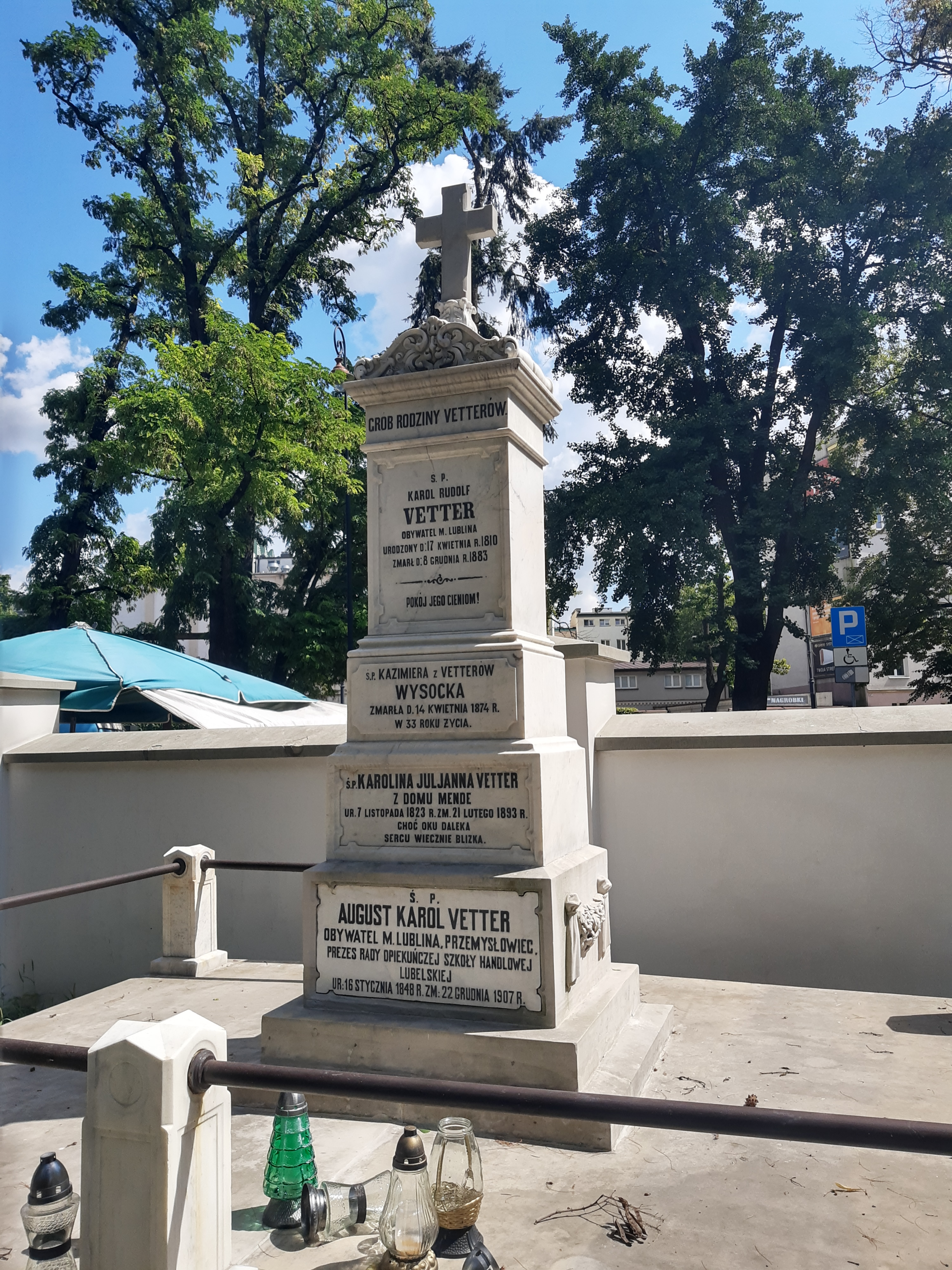
Grób Karola Rudolfa i Augusta Karola Vettera

Karol Rudolf Vetter aktywnie udzielał się w Lubelskim Towarzystwie Dobroczynności. Był także aktywnym członkiem lubelskiego zboru kościoła ewangelicko-reformowanego. Przez wiele lat przewodniczył kolegium kościoła ewangelicko-reformowanego w Lublinie.
Z małżeństwa z Szarlotą Julią Mende miał czworo dzieci: Augusta, Juliusza, Kazimierę i Karolinę.
Jego synowie byli znanymi lubelskimi przemysłowcami i filantropami.
Karol Rudolf Vetter pochowany jest w części ewangelickiej cmentarza przy ul. Lipowej w Lublinie (kwatera 1-1-5).